# Giulio Vitelli
Giulio Vitelli (* 1458 in Città di Castello; † 1530 ebendort) war ein katholischer Bischof und italienischer Condottiere.

## Leben
Als leiblicher Sohn von Niccolò Vitelli wurde Giulio 1458 in Città di Castello in Umbrien geboren. Als Angehöriger der berühmten Familie Vitelli wurde er 1491 zum Dompropst seiner Heimatstadt ernannt, um dann 1499 von Alexander VI. zum Bischof derselben Stadt ernannt zu werden. Seine Tätigkeit als Bischof hinderte ihn jedoch nicht daran, die Tätigkeit eines Condottiere auszuüben, die er sein ganzes Leben lang wahrnahm, wobei er seinem Bruder Vitellozzo bei dessen Entscheidungen oft folgte.
So war er 1502 an seiner Seite bei der Revolte von Arezzo mit den vom Papst zu ihm gesandten Fußsoldaten, und er war auch bei der Magione-Verschwörung an seiner Seite, als die beiden zusammen mit anderen Condottiere ein Komplott gegen Cesare Borgia schmiedeten, der sich in der Silvesternacht 1503 rächte und Vitellozzo Vitelli töten ließ. Seine Aktion zum Nachteil des Herzogs Valentino (und damit auch zum Nachteil Alexanders VI., da der Papst der Vater des Herzogs war), kostete ihn den Entzug seines Titels als Bischof von Città di Castello und er musste aus der Stadt fliehen. Bei seiner Flucht erreichte er zunächst Ravenna und dann Venedig, wo er vom Dogen Leonardo Loredan empfangen wurde. Mit dem Tod Alexanders VI. am 18. August 1503 eröffneten sich neue politische Szenarien: Nach dem Tod seines mächtigen Vaters hatte Cesare Borgia nur noch wenig von seiner großen militärischen Macht übrig, und so beeilte sich Guidobaldo da Montefeltro, das Herzogtum Urbino anzugreifen, dessen Erbe er war, das ihm aber von Valentino genommen worden war.
Vitelli beteiligte sich somit an den militärischen Aktionen von Montefeltro und belagerte Montone, aber nach der Intervention von Giampaolo Baglioni war er gezwungen davon abzulassen und lehnte den von den Florentiner angebotenen Vertrag ab, um bei den Streitkräften der Feltre zu bleiben, mit denen er, zusammen mit Dionigi Naldi, Faenza belagerte. Nachdem er an der Schlacht von Garigliano (1503) teilgenommen hatte, hielt er sich in Rom auf. Zusammen mit Vincenzo Naldi wurde er zur Bewachung von Treviglio eingesetzt und geriet in französische Gefangenschaft, aus der er jedoch wieder freigelassen wurde. Er schloss sich Francesco Maria I. della Rovere an, mit dem er an der Eroberung von Ravenna und Rimini teilnahm, und zog dann zunächst nach Modena und dann nach Bologna, wo er die Verteidigung der von Gian Giacomo Trivulzio angegriffenen Stadt übernahm. Er wurde von Annibale II. Bentivoglio gezwungen, die Verteidigung aufzugeben und erhielt 3.000 Dukaten für seine militärische Tapferkeit.
1512 ging er mit 200 Mann nach Ravenna, um die päpstliche Stadt gegen die Franzosen zu verteidigen, doch nach der Kapitulation von Marcantonio Colonna (1475–1522) war er gezwungen, die Angriffe von Federico Gonzaga (da Bozzolo) allein abzuwehren.
Nachdem er ein erstes Friedensangebot von Jacques II. de Chabannes abgelehnt hatte, wurde er von Federico Sanseverino gefangen genommen, konnte aber glücklicherweise nach Rimini zurückkehren, wo Della Rovere ihn mit der Rückeroberung des verlorenen Ravenna beauftragte. Gerissen beschloss Vitelli, den französischen Kastellan der Stadt in der Romagna mit 1.000 Dukaten zu bestechen. Seine Strategie ist erfolgreich, denn die Gegner geben auf. Vitelli verweigert dem Kastellan die versprochene Zahlung und seine Soldaten dringen in die Festung ein und töten die Garnison.
Nach dem Tod von Julius II. im Jahr 1513 war Vitelli apostolischer Kommissar bei Papst Leo X. in Gubbio. Der Wendepunkt für Giulio kam jedoch 1517, als Lorenzo di Piero de’ Medici, Herzog von Urbino, ihn zum Vizeherzog ernannte, bevor er sich ins Privatleben in Città di Castello zurückzog, wo er 1530 starb.